# ドントストップザミュージック
『ドントストップザミュージック』は、日本のロックバンド・go!go!vanillasの配信限定アルバム。2020年6月12日にGetting Betterから発売された。

## 概要
急遽リリースされた配信限定アルバム。2020年当時、コロナ禍で不要不急の外出を控えることが求められていたため、ライブ活動がストップしたり、シングル「アメイジングレース」の発売が延期になったりしていた中で、5月5日(go!go!の日)に開催されたYouTube Live「READY STEADY go!go! “重大発表” 特別配信 〜Don’t Stop The Music 自宅アコースティックライブ〜」にてメンバーの自宅からリモートで披露されたアコースティックセッション全5曲を“Stay Home version”としてあらためて音源化し、配信したもの。ミックスもメンバーが行った。

## 批評
音楽ライターの竹内陽香は、「CDという形態に強いこだわりを持っていた彼らがこうして配信のみでリリースした理由が、そのまま作品に現れている。どんな状況でも音楽を止めてはいけない。どんな状況でも音楽を楽しむことができる。シンプルなアコースティックの音が温もりと希望を運ぶよう。ノリと勢いだけでなく、しっかりメッセージも放ってきた牧の歌詞も今こそ噛み締めたい。」と述べている。

## 収録内容
| 全作詞・作曲: 牧達弥、全編曲: go!go!vanillas。 |                                                      |        |            |       |
| #                                              | タイトル                                             | 作詞   | 作曲・編曲 | 時間  |
| 1.                                             | 「ドントストップザミュージック (Stay Home version)」 | 牧達弥 | 牧達弥     | 02:44 |
| 2.                                             | 「スタンドバイミー (Stay Home version)」             | 牧達弥 | 牧達弥     | 04:28 |
| 3.                                             | 「Do You Wanna (Stay Home version)」                 | 牧達弥 | 牧達弥     | 04:08 |
| 4.                                             | 「マジック (Stay Home version)」                     | 牧達弥 | 牧達弥     | 04:08 |
| 5.                                             | 「アメイジングレース (Stay Home version)」           | 牧達弥 | 牧達弥     | 04:32 |
| 合計時間:                                      | 合計時間:                                            | 20:00  |            |       |

## 楽曲解説
1. ドントストップザミュージック (Stay Home version)
  - 新型コロナウイルスの感染拡大を受けて書き下ろされた一曲。2020年4月5日に牧のTwitterにて楽曲が初公開された[7]。フルサイズ音源は今作が初収録[4]。
  - この楽曲は“Stay Home version”と銘打っているが、オリジナルバージョンの音源は2024年現在存在しない。
2. スタンドバイミー (Stay Home version)
  - 原曲は「スタンドバイミー」。
3. Do You Wanna (Stay Home version)
  - 原曲は「Do You Wanna」。
4. マジック (Stay Home version)
  - 原曲は「マジック」。
5. アメイジングレース (Stay Home version)
  - 原曲は「アメイジングレース」。

## 参加ミュージシャン
go!go!vanillas
- 牧達弥（ボーカル・ギター）
- 柳沢進太郎（ギター・ボーカル）
- 長谷川プリティ敬祐（ベース）
- ジェットセイヤ（ドラムス）

## ライブ映像作品
ドントストップザミュージック
- 鏡 e.p.（完全限定生産盤）